# Adrenalize (Musiker)
Adrenalize (* 21. Oktober 1996 in Rødovre bei Kopenhagen, bürgerlich Malthe Mehlskov) ist ein dänischer DJ und Musikproduzent. Seine Songs sind in das Genre des Hardstyle einzuordnen. Er ist beim niederländischen Label Scantraxx unter Vertrag.

## Karriere
Mit 10 Jahren begann Mehlskov mit einfacher Musiksoftware herumzuspielen. Seine ersten Songs entstanden in Kooperation mit seinem Bruder.
Seine erste Single-Veröffentlichung hatte er im Jahre 2011 auf Scantraxx Talentlabel X-Bone, ehe er am 7. Mai 2012 seine Voices Of Passion EP auf dem Hauptlabel herausbrachte, auf dem er bis heute seine Musik publiziert.
An seinem 16. Geburtstag spielte Adrenalize  bereits vor 13.000 Zuschauern zusammen mit Headhunterz bei Hard With Style @ Ziggo Dome.
Er spielt außerdem auf Festivals wie z. B. Defqon.1, Electric Love, Intents oder Hard Bass.

## Diskografie

### EPs
- Distance EP (2012)
- Forest Interlude EP (2012)
- Voices Of Passion EP (2012)
- Relax EP (2013)
- Cloudy Memory EP (2014)
- She Goes EP (mit Atmozfears, 2014)

### Singles
2011 
- The Resurrection - Xstatic Anthem (mit Unifite)

 2012 
- Secrets Of Time
- Magical World

 2013 
- The Pharao's Rebirth

 2014 
- Island of Adventure (WiSH Outdoor Anthem 2014)

 2015 
- Find You (ft. Jannika)
- Check This Out (mit Festuca)
- All The Memories

 2016 
- Far From Home
- The Mechanisms Of Nature (Dream Village Anthem 2016) (mit Energyzed)
- Side By Side (mit Sickddellz)
- Robot Love

 2017 
- Wherever The Light Ends
- The Future (mit Pulse)
- Scandinavia (mit Wasted Penguinz)
- Fifteen (Scantraxx 15 Years OST) (mit Devin Wild, Keltek und Villain)

 2018 
- Get Up (ft. ADN)
- Feel Good (mit Atmozfears)
- This Is The One (mit Wasted Penguinz)
- On The Edge

 2019 
- Groove Right Now
- Elektronic Symphony (mit B-Front)
- Tomorrow (ft. ADN)
- Endless Affection (Affection Festival 2019 Anthem) (mit MC DL)
- Find Our Way Back
- Shabaka (mit Sickddellz)
- Feeling Fly
- AAA
- Turn Up (mit Faustik)

 2020 
- Wide Awake (ft. Michael Jo)
- For You
- Above Heaven (mit B-Front)

 2021 
- Midnight
- Astronauts (ft. ADN Lewis)
- Silhouette (mit Demi Kanon)
- Epic Sax Song
- Astronauts (Acoustic Version) (ft. ADN Lewis)

 2022
- Don't Give Up (ft. ADN Lewis)
- Fire (mit Atmozfears)
- Easy
- Hide Away (mit Demi Kanon)

### Album- und Kompilationsbeiträge
- 2013: Pure Fantasy (mit Atmozfears, auf Gary D. pres. 50 D.Techno Traxx)
- 2018: Heart Like Mine (mit Code Black, Da Tweekaz und Matthew Steeper, auf Code Black - Journey)

### Alben
- 2025: Vibes (Enthält Feature-Parts von ADN Lewis, Galactixx sowie DEEZL)

### Remixe
- 2020: Modjo - Lady (Hear Me Tonight) (Free Download)
- 2024: Phuture Noice, B-Front - Stars (Take Me Higher) (Adrenalize Remix)